# 莫斯科2号地铁
2号地铁（俄语：Метро-2）是人们对传说中的莫斯科秘密地铁的称呼。苏联和俄罗斯官方都从未正式承认或否定过其存在，但民间的都市传说认为这是一座斯大林时期为应对可能的核战争而秘密修建的巨型地下防核设施。

## 民间传说
传说2号地铁系统与公共的莫斯科民用地铁（即1号地铁）平行，但要更深，最深处甚至达地下200米（莫斯科民用地铁最深处为地下84米的胜利公园站）。这些秘密地铁线路连接着克林姆林宫、盧比揚卡廣場和伏努科沃國際機場等重要国防地点，以便苏联和俄罗斯军政要员在莫斯科遭受核打击时迅速撤离。除此之外甚至有传言称地铁2号系统中还包括各种地下军事设施和指挥中心，以及莫斯科国立大学附近科学研究协会地下一座可容纳15000人的地下城和其它秘密地堡。
种种坊间传说使得2号地铁成为了不少城市探险组织和爱好者的关注，1994年，一个名为“地下行星挖掘者”（Diggers of the Underground Planet）的城市探险组织宣称曾找到了进入地铁2号的一个入口。不少城市探险者们也都曾通过莫斯科民用地铁线路发现了破败的隧道和地下建筑，其中一条探索出来的废弃线路在俄罗斯城市探险圈内被称为D6（Д6），据传这是斯大林时期克格勃对其的代号，很多人猜测这就是废弃的一条2号地铁线路。

## 可能存在的路线
- D6线：唯一一条被爱好者发现甚至有照片可以证实的路线。站点根据所在位置上方的标志性建筑非正式地命名。
- 伏努科沃机场线：用于政府机构的紧急疏散。伏努科沃國際機場落成时仅用于军事目的，后来才接入民航。
- 伊兹麦洛沃线：为战略火箭军建造。部分线路据称在1970年代被毁[4]。

## 真实性争议
尽管2号地铁的存在从未得到官方承认，但不少前苏联和俄罗斯政府官员都曾在不同场合透露过其相关细节，美国国防部1991年发布的报告《转型中的军队》（Military Forces in Transition）也指出过其存在。另外，斯大林时期于地下65米修建的莫斯科42号地堡在1995年由政府解密，并在2006年改为博物馆对外开放，进一步证明了莫斯科地下或许是存在着某种防核设施的。只不过，这些设施的规模和功能有没有传说中那么神乎其神，人们不得而知。关于2号地铁如今究竟是已完全废弃，还是继续由俄罗斯联邦国防部维护，各方资料也众说纷纭。
不少前苏俄政府官员所透露的信息有时也相互矛盾，比如前苏联总统戈尔巴乔夫、前俄罗斯总统叶利钦和时任俄罗斯总统普京的私人顾问弗拉基米尔·尼古拉耶维奇·舍甫琴科在2004年和08年接受采访时分别称“有关地下系统规模的报告严重夸大”以及“若还想继续使用必须进行大规模翻修，很多遗弃的地下设施最终都会腐烂”。然而，俄罗斯前新闻信息部部长米哈伊尔·尼基福罗维奇·波多拉宁在2008年接受采访时却说2号地铁“是一个为了应对战争而建的规模庞大的隧道和紧急指挥系统，你可以在这里指挥全国的核部队。它也能容纳很多人，它的维护是必须的”。

## 流行文化
2号地铁传说中的D6线在俄罗斯作家德米特里·格卢霍夫斯基的《地铁》系列小说和改编游戏《地铁2033》与《地鐵：最後的曙光》中曾作为重要剧情出现，在小说和游戏中这条地铁线的终点是一座可发射战术核导弹的秘密地下军事基地。